# 加茂町原口
加茂町原口（かもちょうはらぐち）は岡山県津山市にある地名。郵便番号は709-3908。

## 地理
旧・新加茂町の南西端に位置する。西は鏡野町。

## 歴史

### 沿革
- 1889年6月1日 - 町村制施行に伴い、東北条郡原口村が宇野村、倉見村、黒木村、小中原村、齋野谷村、塔中村、戸賀村と合併し、加茂村となる。原口村は大字原口となる。
- 1900年4月1日 - 東北条郡が東南条郡、西西条郡、西北条郡と合併し、苫田郡となる。
- 1924年7月1日 - 苫田郡加茂村が町制、加茂町となる。
- 1942年5月27日 - 加茂町が西加茂村、東加茂村と合併し、新たに加茂町となる。
- 1951年1月1日 - 加茂町から旧・加茂町が分離、新加茂町となる。旧・西加茂村、旧・東加茂村の範囲が加茂町として残る。
- 1954年4月1日 - 苫田郡加茂町、新加茂町、上加茂村が合併、新たに加茂町となる。
- 2005年2月28日 - 加茂町が苫田郡阿波村、勝田郡勝北町、久米郡久米町とともに津山市に編入され、加茂町域の大字にはそれぞれ前に加茂町が付き、大字の文字表記を削除、大字原口は加茂町原口となった。

## 世帯数と人口
2021年（令和3年）1月1日現在の世帯数と人口は以下の通りである。
| 町丁       | 世帯数 | 人口 |
| ---------- | ------ | ---- |
| 加茂町原口 | 25世帯 | 63人 |

## 小・中学校の学区
市立小・中学校に通う場合、学区は以下の通りとなる。
| 番地 | 小学校             | 中学校             |
| ---- | ------------------ | ------------------ |
| 全域 | 津山市立加茂小学校 | 津山市立加茂中学校 |

## 交通

### 道路
国道、県道は走っていない。

## 施設
- 原口上荒神社